# Comitê para a Investigação Cética
O CSICOP, Committee for the Scientific Investigation of Claims of the Paranormal (Comitê para a Investigação Científica de Alegações do Paranormal), é uma organização criada para encorajar o livre-pensamento e a investigação crítica de alegações paranormais e pseudocientíficas a partir de um ponto de vista científico responsável. É uma organização sem fins lucrativos, fundada em 1976 por Paul Kurtz. Seus objetivos práticos e sua posição filosófica de ceticismo científico são compartilhados pela Sociedade dos Céticos, pela Fundação Educacional James Randi, e por várias organizações céticas estadunidenses menores, além de por organizações nacionais de céticos estrangeiras. (Muitos dos grupos estrangeiros e estadunidenses regionais são associados formalmente ao CSICOP). A organização também mantém uma revista que divulga suas investigações e artigos, a Skeptical Inquirer.

## Atividades
De acordo com o estatuto do CSICOP, a organização existe para alcançar seis objetivos maiores:
1. Manter uma rede de pessoas interessadas em examinar de modo crítico alegações paranormais, ciência alternativa, entre outros, e em contribuir para a educação do consumidor.
2. Preparar bibliografias de materiais publicados que cuidadosamente examinem tais alegações.
3. Realizar conferências e reuniões.
4. Publicar artigos que examinem alegações do paranormal.
5. Não rejeitar alegações a priori, antes da investigação, mas examiná-las objetivamente e cuidadosamente.

O CSICOP conduziu investigações sobre várias alegações paranormais, indo de Pé-grande e aparições de OVNIs a psíquicos auto-proclamados, pseudociência, astrologia, medicina alternativa e cultos religiosos.
Notáveis membros do CSICOP realizaram programas científicos de TV, como Bill Nye, Isaac Asimov, Carl Sagan, Milbourne Christopher, Martin Gardner, James Randi e muitos outros.
Não existem testes do CSICOP de alegações de fenômenos paranormais, simplesmente porque o CSICOP instituiu uma apólice contra fazer ele próprio a pesquisa. Uma controvérsia, o debate do Efeito Marte, foi talvez especialmente instrumental em consolidar a abordagem do CSICOP ao paranormal e o abandono da própria pesquisa científica. Durante os dias iniciais do Comitê, Kurtz e vários outros se empenharam num estudo científico da astrologia. Dennis Rawlins, um astrônomo e membro do Conselho Executivo do CSICOP, conduziu cálculos detalhados e análise de dados para o projeto. Começou notando problemas severos: os resultados apoiavam o caso para uma influência astrológica de Marte nas capacidades esportivas, muito à consternação dos investigadores. Rawlins tentou levar isto à atenção de outros membros do Comitê. Isto levou a uma disputa amarga, com Rawlins cobrando que erros sérios tinham sido feitos e que Kurtz tinha empreendido um encobrimento ao estilo Watergate. Rawlins foi expulso do CSICOP, e ele publicou uma exposição em Fate. Não houve nenhuma resposta real à acusação de um encobrimento, e muito foi publicado sobre isto no Zetetic Scholar. O resultado foi que vários das pessoas mais moderadas renunciaram do Comitê. O artigo de Rawlins apareceu na edição de outubro de 1981 de Fate, e nesse mesmo mês o CSICOP instituiu uma apólice de não conduzir pesquisa próprias.
Tendo em mente que muitas alegações paranormais, se verdadeiras, teriam uma grande importância científica, o CSICOP tenta lidar com tais alegações do modo recomendado pelo associado Carl Sagan:

"No coração da ciência existe um equilíbrio essencial entre duas atitudes aparentemente contraditórias — uma abertura para novas idéias, por mais bizarras ou contrárias à intuição, e o exame cético mais implacável de todas as idéias, antigas e novas. É dessa forma que as verdades profundas são joeiradas dentre profundos disparates" (Fonte: O mundo assombrado pelos demônios, Carl Sagan, 1996.) 

A maioria dos comentaristas aceita que o escrutínio crítico de alegações paranormais são apropriadas e valiosas. As diferenças entre céticos e proponentes do paranormal freqüentemente começam com os padrões aceitáveis de evidência.
Um axioma comum aos membros do CSICOP é que "alegações extraordinárias demandam evidências extraordinárias", frase atribuída ao cético Carl Sagan. Este é análogo ao padrão exigido pela corte criminal dos EUA, no qual o alegante deve provar sua alegação além de uma dúvida razoável. Como as alegações paranormais são potencialmente descobertas científicas revolucionárias que assombram o conhecimento científico estabelecido, nada menos do que o padrão mais rigoroso de escrutínio científico deve ser aceito como convincente. Isso pode envolver, por exemplo, experimentos científicos rigorosamente controlados, bem projetados e duplo-cegos publicados em respeitáveis jornais revisados por pares, seguidos de replicações independentes bem sucedidas por outros cientistas.
Os céticos do CSICOP tentam passar a ideia de que os proponentes do paranormal freqüentemente defendem um padrão de evidências menos rigoroso, mas isso é falso. O biólogo Rupert Sheldrake informa em "A Menta Ampliada":
No primeiro grupo de publicações importantes de física e química do tipo Journal of the American Chemical Society, dos 237 trabalhos que examinamos nenhum deles envolvia técnicas de simulação. Nas ciências biológicas, dos 914 trabalhos que examinamos apenas 7 envolviam essas técnicas. Em outros como o Biochemical Journal, CellHeredity, nenhum deles. Nas ciências médicas 5,9% dos experimentos publicados envolviam técnicas cegas. Mais do que a biologia, mas mesmo assim abaixo daquilo que seria de se esperar. Na psicologia e no comportamento animal, 4,9%, também muito menos do que seria de se esperar, considerando-se a consciência que os psicologistas têm desse fenômeno. Na parapsicologia foram 85%, portanto a parapsicologia está bem na frente de todas as outras ciências no uso de metodologias objetivas e rigorosas, e nas ciências físicas as técnicas são praticamente desconhecidas.
Um tema preocupante para os membros CSICOP são os exemplos de alegações paranormais ou pseudociência que põem em perigo a saúde e o bem-estar das pessoas. O uso de tratamentos da medicina alternativa para uma doença que ameaça a vida é um exemplo disso. Investigações do CSICOP e outros, incluindo grupos "cães de guarda" do consumidor, agências de execução da lei, e corpos regulatórios do governo, mostraram que as indústrias que cercam fenômenos paranormais, medicina alternativa e produtos pseudocientíficos podem ser altamente lucrativas. O CSICOP alega que esta lucratividade permitiu que várias facções pró-paranormal dedicassem muitos recursos para propaganda, esforços de lóbi e outras formas de apoio, em detrimento do bem-estar do público.
Um objetivo relacionado ao CSICOP é o melhoramento da literatura científica. Eles não só consideram esta a melhor defesa contra a vitimização por fraudes paranormais e pseudocientíficas, como também uma necessidade crescente em um mundo que é cada vez mais afetado pela ciência e tecnologia.
O CSICOP é uma organização membro da International Humanist and Ethical Union (União Humanista e Ética Internacional) e endossa a Amsterdam Declaration 2002.

## Skeptical Inquirer
O CSICOP publica a revista Skeptical Inquirer, contendo artigos sobre suas investigações e de pessoas da área. A Skeptical Inquirer foi fundada por Marcello Truzzi com o nome de The Zetetic e renomeada alguns meses depois sob a editoria de Kendrick Frazier, primeiro editor do Science News. Existiram muitas coleções de artigos da Skeptical Inquirer, muitas publicadas por Frazier:
- Paranormal Borderlands of Science (1981) Prometheus Books; ISBN 0-685-04177-8
- Science Confronts the Paranormal (1986) Prometheus Books; ISBN 0-87975-314-5
- The Hundredth Monkey: And Other Paradigms of the Paranormal (1991) Prometheus Books; ISBN 0-87975-655-1
- The Outer Edge: Classic Investigations of the Paranormal (1996) CSICOP
- The UFO Invasion: The Roswell Incident, Alien Abductions, and Government Coverups (1997) Prometheus Books; ISBN 1-57392-131-9
- Encounters With the Paranormal: Science, Knowledge, and Belief (1998) Prometheus Books; ISBN 1-57392-203-X
- Bizarre Cases (2000)

## Alguns associados do CSICOP
- Ann Druyan
- Antony Flew
- Bart Bok
- B. F. Skinner
- Bill Nye
- Carl Sagan
- Carol Tavris
- Daniel Dennett
- Douglas Hofstadter
- Edward Osborne Wilson
- Elizabeth Loftus
- Eugenie Scott
- Francis Crick
- George O. Abell
- Gerald Holton
- Glenn T. Seaborg
- Isaac Asimov
- James Oberg
- James Randi
- Jan Harold Brunvand
- Jill Tarter
- Joe Nickell
- Kendrick Frazier
- Larry Kusche
- Leon M. Lederman
- L. Sprague de Camp
- Marilyn vos Savant
- Martin Gardner
- Marvin Minsky
- Mick West
- Milbourne Christopher
- Murray Gell-Mann
- Neil deGrasse Tyson
- Paul Kurtz
- Philip J. Klass
- Ray Hyman
- Richard A. Muller
- Richard Dawkins
- Robert L. Park
- Robert Sheaffer
- Stephen Barrett
- Stephen Jay Gould
- Steven Weinberg
- Susan Blackmore
- Thomas Sebeok
- Willard Van Orman Quine